# Yanosik le rebelle
Pour les articles homonymes, voir Janosik.
Pour plus de détails, voir Fiche technique et Distribution.
Yanosik le rebelle (Jánošík) est un film tchécoslovaque réalisé par Martin Frič, sorti en 1936.

## Synopsis
Le film raconte des passages héroïques d'une figure épique de la culture slovaque, Juraj Jánošík.

## Fiche technique
- Titre original : Jánošík
- Titre français : Yanosik le rebelle
- Réalisation : Martin Frič
- Scénario : Martin Frič, Karel Hašler, Jiří Mahen, Štefan Letz, Ivan J. Kovačevič
- Sujet : Jiří Mahen
- Pays d'origine :  Tchécoslovaquie
- Musique : Miloš Smatek
- Sociétés de production : Lloydfilm
- Sociétés de distribution : Lloydfilm
- Langue : tchèque, slovaque
- Format : Noir et blanc – 1,37:1 – 35 mm – Son mono
- Genre : Film dramatique, d'aventure et historique
- Durée : 73/93 minutes[2]
- Dates de sortie : 
  -  Tchécoslovaquie (Prague) : 17 janvier 1936
  -  France : 19 juin 1936
  -  Allemagne : 19 décembre 1936
  -  États-Unis : 24 décembre 1936
  -  Croatie : 8 avril 1937
  -  Danemark : 30 avril 1937
  -  Slovénie : 11 novembre 1937
  -  Suède : 11 février 1938
  - Autres titres connus :
  -  France : Janosik le rebelle
  -  Allemagne : Liebe, Freiheit und Verrat
  -  Croatie : Hajduk Janošik
  -  Danemark : Helten fra de sorte Bjerge
  -  Slovénie : Hajduk Janošik
  -  Suède : Hjälten från de svarta bergen
  -  Pologne : Janosik
  -  Autriche : Tanz unterm Galgen
  -  Italie : Janosik il bandito ou Janosík il ribelle

## Distribution
- Paľo Bielik (en) : Jánošík
- Zlata Hajdúková : Anka
- Andrej Bagar (en) : maître Sándor
- Theodor Pištěk : comte Markusovský
- Filip Davidik : le jeune berger
- Kudo Bachlet : un brigand
- Mirko Eliás : un brigand
- Martin Hollý : un brigand
- Jindrich Plachta : un brigand
- Jan W. Speerger : un brigand
- Ladislav H. Struna : un brigand
- Jan Sviták : un brigand
- Kudo Uhlar : un brigand
- Otto Zahrádka	: un brigand
- Fr. Ruzicka : un brigand
- Alois Peterka	: gouverneur Bela Revay
- Janko Borodáč : le juge
- Elena Hálková : Zuzka, la jeune fille de la taverne